# شرلی جین ریکرت

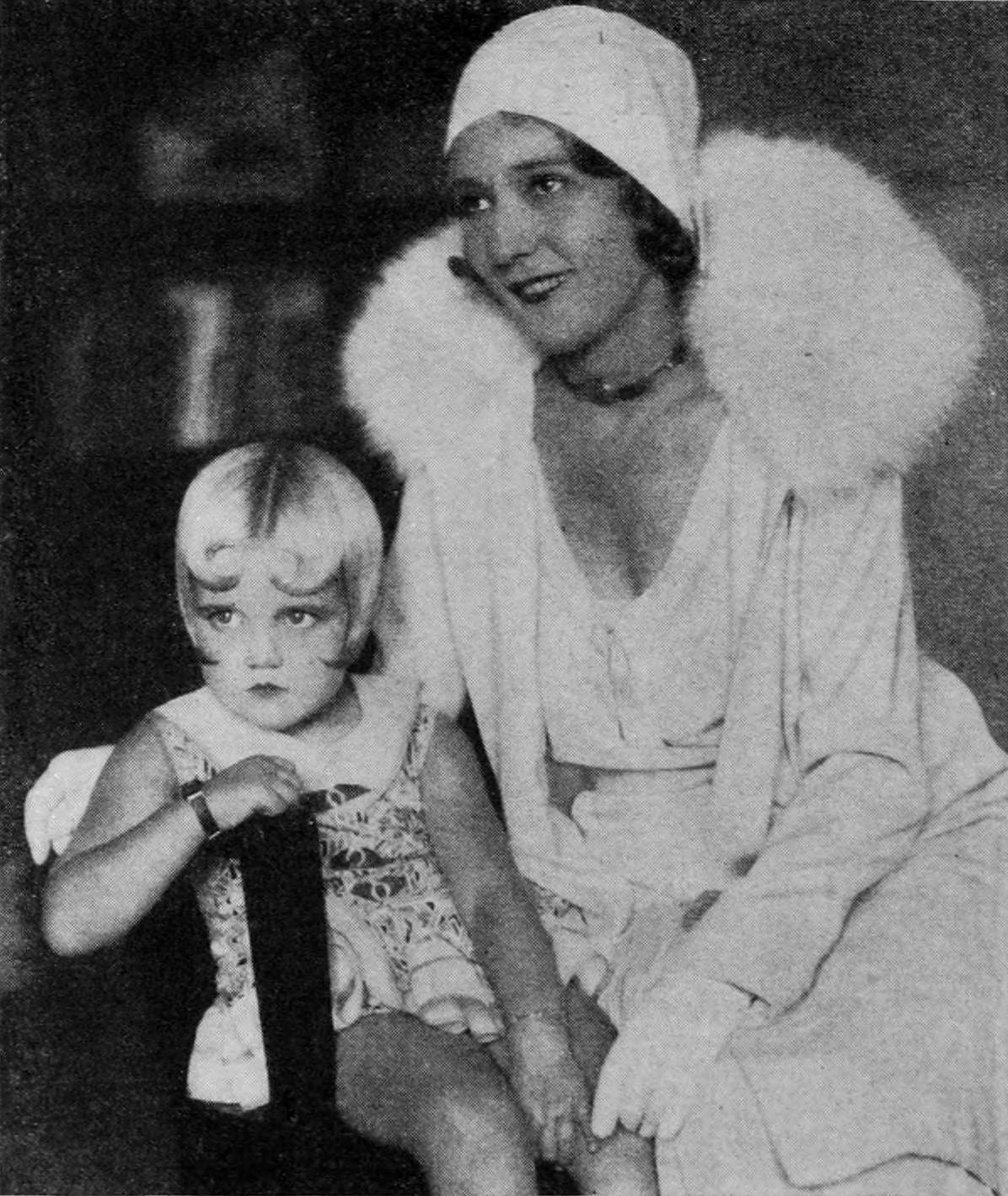
ریکرت در کنار مری پیکفورد در سال ۱۹۳۰.

شرلی جین ریکرت (انگلیسی: Shirley Jean Rickert؛ ‏ ۲۵ مارس ۱۹۲۶ – ۶ فوریهٔ ۲۰۰۹) بازیگر اهل ایالات متحده آمریکا و یکی از اعضای گروه هنری دارودسته ما بود. 

## زندگی‌نامه
ریکرت در ۱۸ ماهگی برنده یک مسابقه زیبایی محلی کودکان شد که مادرش را تشویق نمود تا با خانواده به هالیوود نقل مکان کنند. او کارش را با بازیگری فیلم‌های سینمایی آغاز کرد و در دوران جنگ جهانی دوم رانندهٔ کامیون سپاه هوایی نیروی زمینی ایالات متحده شد. ریکرت بعدها یک استریپر بورلسک آمریکایی شد و در سال ۱۹۵۹ این کار را کنار گذاشت.
مردم از شنیدن این که من از سینما به بورلسک رفتم، بسیار شگفت‌زده می‌شوند. خب، من به شما می‌گویم، من بورلسک را ترجیح می‌دهم زیرا به اندازه صنعت سینما غیراخلاقی نیست.— شرلی جین ریکرت، یک مقالهٔ خبری در سال ۱۹۵۵
از فیلم‌هایی که وی در آن‌ها نقش داشته است، می‌توان به جواهرات مسروقه، داغ ننگ، در اکلاهمای سابق، عروسی سلطنتی و آواز در باران اشاره نمود.